# سازوکار کیبل-زورک
سازوکار کیبِل-زورِک (KZM) دینامیک عدم تعادل و شکل‌گیری کاستی‌های توپولوژیکی را در یک سامانه توصیف می‌کند که از طریق یک گذر فاز پیوسته با نسبت محدود هدایت می‌شود. این نام از تام دبلیو بی کیبل، که پیشگام مطالعهٔ حوزهٔ آرایش ساختار دامنه در گاه‌شمار جهان بود، و وسیچ اچ زورک، که تعداد وقفه‌های ایجاد شده را به توان بحرانی گذر و نسبت آن مرتبط کرد- چگونه به سرعت این نقطه بحرانی پیموده شده‌است.

## انگاره پایه
بر اساس صورت‌گرایی خودبه‌خود شکستن تقارن، تام کیبل ایده‌ای برای نوسانات اولیه یک میدان نرده‌ای دو-مولفه‌ای مانند میدان هیگز را ایجاد کرد.

## ارتباط در ماده چگالیده

منحنی آبی واگرایی زمانهای همبستگی را به صورت تابعی از پارامتر کنترل نشان می‌دهد (به عنوان مثال اختلاف دما به گذار). منحنی قرمز زمان رسیدن به گذار را به عنوان تابعی از پارامتر کنترل برای میزان خنک‌سازی خطی را نشان می‌دهد. نقطه تقاطع دما / زمان زمانی که سیستم از تعادل خارج می‌شود و غیر آدیاباتیک می‌شود را نشان می‌دهد.

وسیچ زورک خاطرنشان کرد، که همان مفهوم‌ها در انتقال فاز هلیوم مایع طبیعی به هلیوم ابرسیال نقش دارند.